# Camperol (grup de bolets)
El grup dels camperols o campers comprèn rubiols de superfície i carn gairebé immutable i amb un anell situat a la part alta de la cama

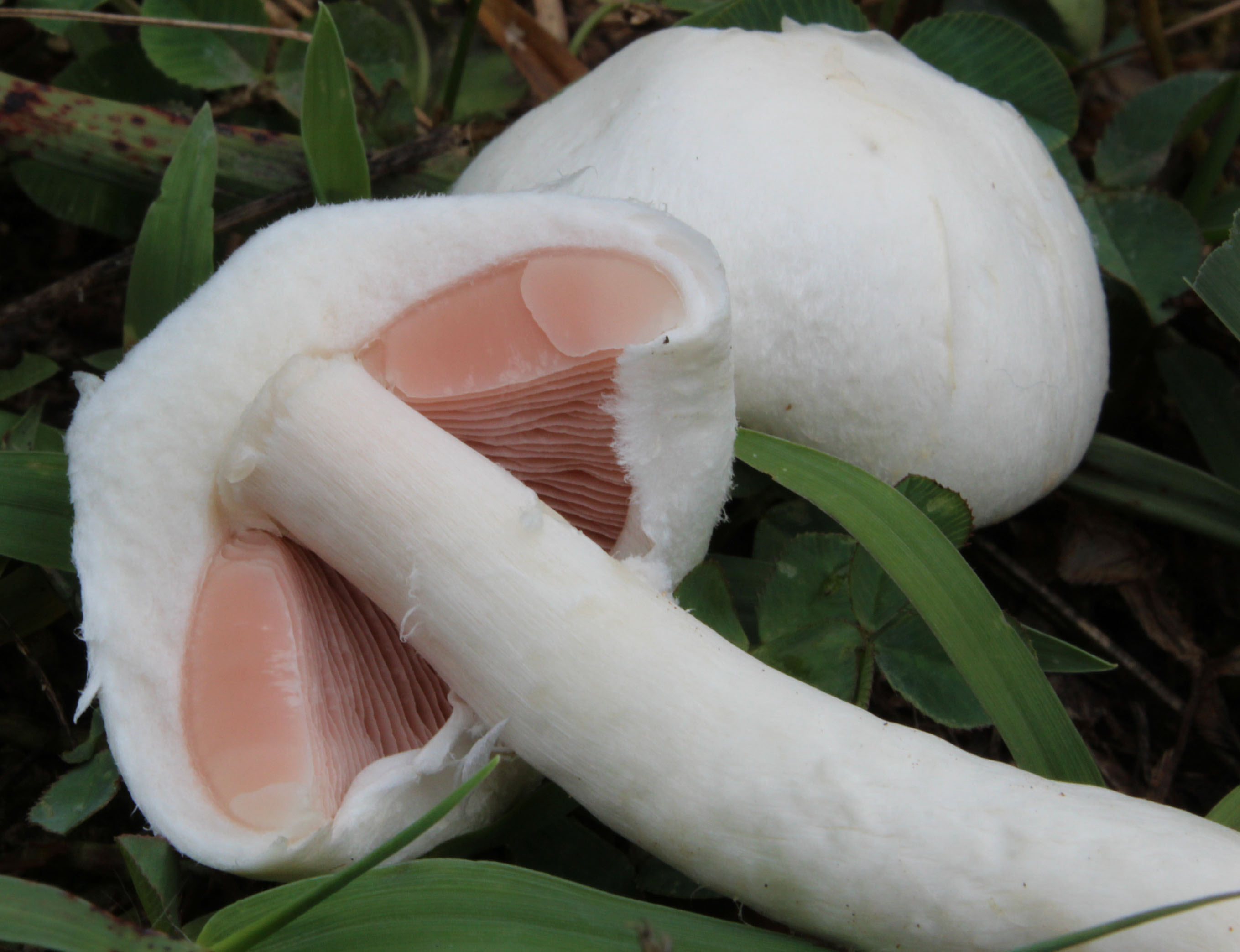
Camperol (Agaricus campestris)

Entre les espècies de camperols més corrents: 
- Agaricus campestris, camperol
- Agaricus cupreobrunneus, camperol bru d’aram
- Agaricus altipes, camperol camallarg
- Agaricus pampeanus, camperol d’anell engruixit
- Agaricus moellerianus, camperol de cama flocosa
- Agaricus cappellianus, camperol de Cappelli
- Agaricus lividonitidus, camperol gris violaci
- Agaricus porphyrocephalus, camperol porpre